# Majors (golf)
Majors er de fire mest betydningsfulde turneringer indenfor professionel golf. Kun 5 personer har formået at vinde alle 4 turneringer, hvoraf Jack Nicklaus er den der har vundet flest med 18 sejre. De 4 turneringer er:
- The Masters
- US Open
- The Open Championship
- PGA Championship

| Sport | Spire Denne artikel om sport er en spire som bør udbygges. Du er velkommen til at hjælpe Wikipedia ved at udvide den. |